# José Enrique Rodó
José Enrique Camilo Rodó Piñeyro (Montevideo, 15 de julio de 1871 - Palermo, actual Italia, 1 de mayo de 1917), citado como José Enrique Rodó, fue un escritor y político uruguayo. Creador del arielismo, corriente ideológica basada en un aprecio de la tradición grecolatina, sus obras expresaron el malestar finisecular hispanoamericano con un estilo refinado y poético, típico del modernismo.

## Biografía

### Juventud
Miembro de una familia bien posicionada económicamente, Rodó aprendió a leer a los cuatro años, con la ayuda de su hermana, y desde entonces fue un apasionado lector. Su rendimiento escolar presentó altibajos desde un primer momento. Inició sus estudios en la Escuela y Liceo Elbio Fernández de Montevideo, donde se interesó principalmente por materias como la historia y la literatura;  ingresó en 1882 y al año siguiente debió pasar a otro colegio oficial por problemas económicos de su familia, debidos a algunos fracasos en los negocios de su padre. Comenzó a trabajar a los 14 años, tras la muerte de su padre, en tareas de ayudante en un estudio de escribanos.

### Ensayos
Desarrolló su faceta periodística y a partir de 1895 se fueron publicando poemas y artículos suyos en periódicos, así como algunos artículos de crítica literaria en la Revista Nacional de Literatura y Ciencias Sociales (1895-1897), que fundó junto con otros intelectuales uruguayos. En 1896, en el mismo órgano, publicó dos ensayos, «El que vendrá» y «La novela nueva», que volvería a publicar junto con otro artículo en 1897 bajo el título La vida nueva. En estos ensayos Rodó se propuso analizar algunos de los aspectos que contribuían al sentimiento de malestar de su época. Ofrecía una alternativa espiritual con la esperada llegada de un redentor que podía, según él, establecer una nueva vida basada en el amor, la armonía y la paz.

El suyo es un ensayo con la identidad de la oratoria. Amplitud, holgura, libertad expresiva y expansiva de la lengua castellana. Podemos recordar con él (gracias a él) las exigencias de la retórica clásica.
Alberto Paredes

No llegó a concluir sus estudios universitarios, aunque en 1898, gracias a su fama de escritor y pensador, fue nombrado profesor de Literatura en la Universidad de Montevideo, hoy Universidad de la República. En 1900 publicó su obra maestra, Ariel, origen de una corriente llamada arielismo.

### Política
José Enrique Rodó formó parte de la vida política de su país como miembro del Partido Colorado de José Batlle y Ordóñez: fue diputado por Montevideo en 1902 y renunció a su cargo en 1905, pues estaba desilusionado de la realidad política de su país. Luego de publicar Liberalismo y jacobinismo en 1906, una compilación de sus escritos debatiendo con Pedro Díaz sobre el retiro de crucifijos de los hospitales públicos, y como consecuencia de diversos antagonismos, como la idea batllista de formar un Poder Ejecutivo colegiado, se distanció de Batlle.
Entre 1904 y 1907 sufrió una crisis anímica. A pesar de su pesimismo vital, escribió Motivos de Proteo, una serie de artículos didácticos de tono optimista e idealismo moderado. Uno de los temas fundamentales es la regeneración, que implica que cada individuo tiene que aspirar a la perfección y a ideales desinteresados desarrollando en el proceso un balance armónico. Sus consejos morales y éticos se expresan en muchos casos por medio de parábolas.

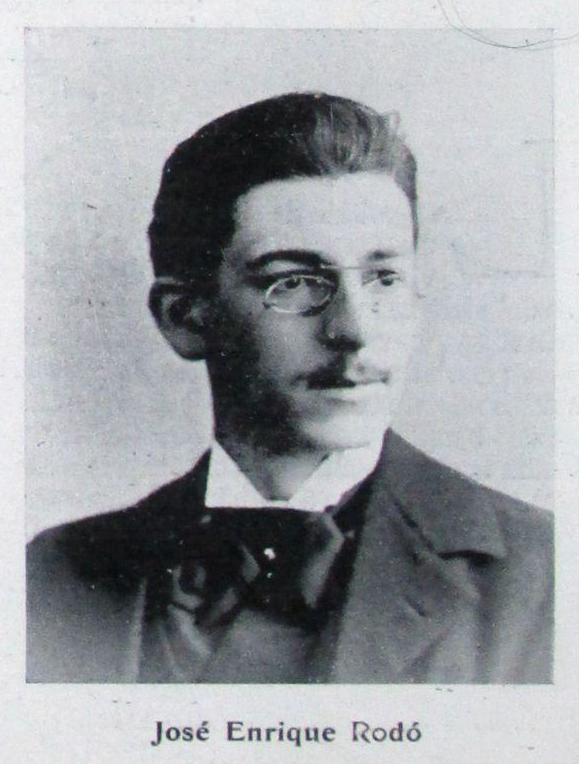
Un joven Rodó en 1900.

En 1907 volvió a la política otras dos veces: cuando fue elegido diputado en 1908 y de nuevo en 1910.

### Economía
Rodó a lo largo de su vida buscó emprender varias veces. La primera ocasión fue temprano, en 1897 con la empresa Amambay y ante al fracaso intentó posteriormente con una nueva empresa llamada Rapid-Fortune. Esto demuestra la existencia de un espíritu emprendedor, ya fuera debido a la penuria económica (como en el caso del segundo proyecto) o no (como en el primero). Además de esto, la difusión cultural la abordó como una actividad empresarial a través de iniciativas como "El Uruguay en su centenario" como "La campaña del Uruguay". Esto en realidad fue una característica marcada en él ya que desde niño intentaría incurrir en el periodismo, donde también trabajaría como colaborador y editor de la antología literaria y la enciclopedia infantil. Su enfoque contrario a lo que se suele interpretar como algo netamente aristocrático, estaba más bien dirigida a las masas, influenciado por su experiencia periodística o en los trabajos de la enciclopedia infantil, o por su puesto en su ensayo famoso dirigido a la juventud, Ariel. Su actitud ante la empresa tuvo una evolución constante. Siempre buscó ser consciente y responsable ante los contratos, que solía redactar él mismo. Sin embargo, a lo largo de su vida Rodó no fue un hombre de negocios exitoso, aunque tuvo que enfrentar serios obstáculos financieros para desarrollar sus emprendimientos.

### Viaje a Europa

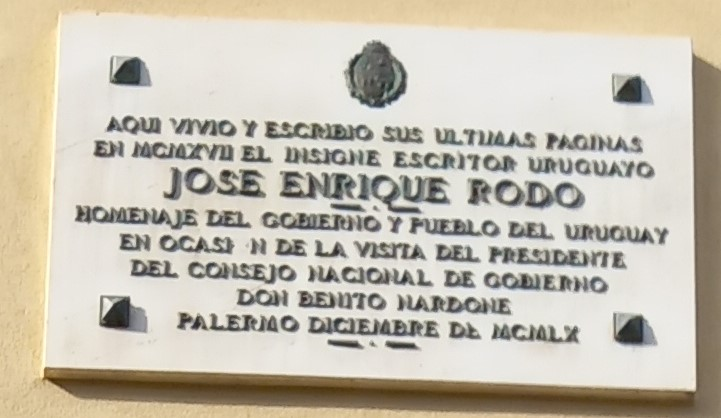
Placa conmemorativa en Palermo

Sepelio de José Enrique Rodó.

Publicó otro ensayo importante, El mirador de Próspero, en 1913. En 1915, se dedicó a las obras de Rubén Darío, Simón Bolívar y Juan Montalvo. Cuando su salud empeoró, emprendió el siempre soñado viaje a Europa, designado como corresponsal de la revista argentina Caras y Caretas. Entre 1916 y 1917, las impresiones de sus viajes por España, Francia e Italia se publicaron en la revista, en artículos cuyo tono melancólico refleja su desilusión y tristeza.
Rodó murió en el olvido en un hotel de Palermo (Sicilia) el 1 de mayo de 1917, a los 45 años de edad. Sus restos no fueron trasladados a Montevideo hasta 1920.

## Pensamiento

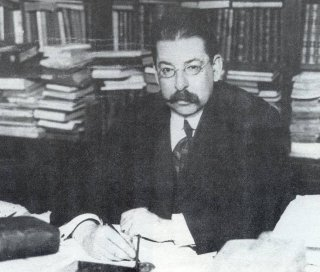
José Enrique Rodó en su estudio.

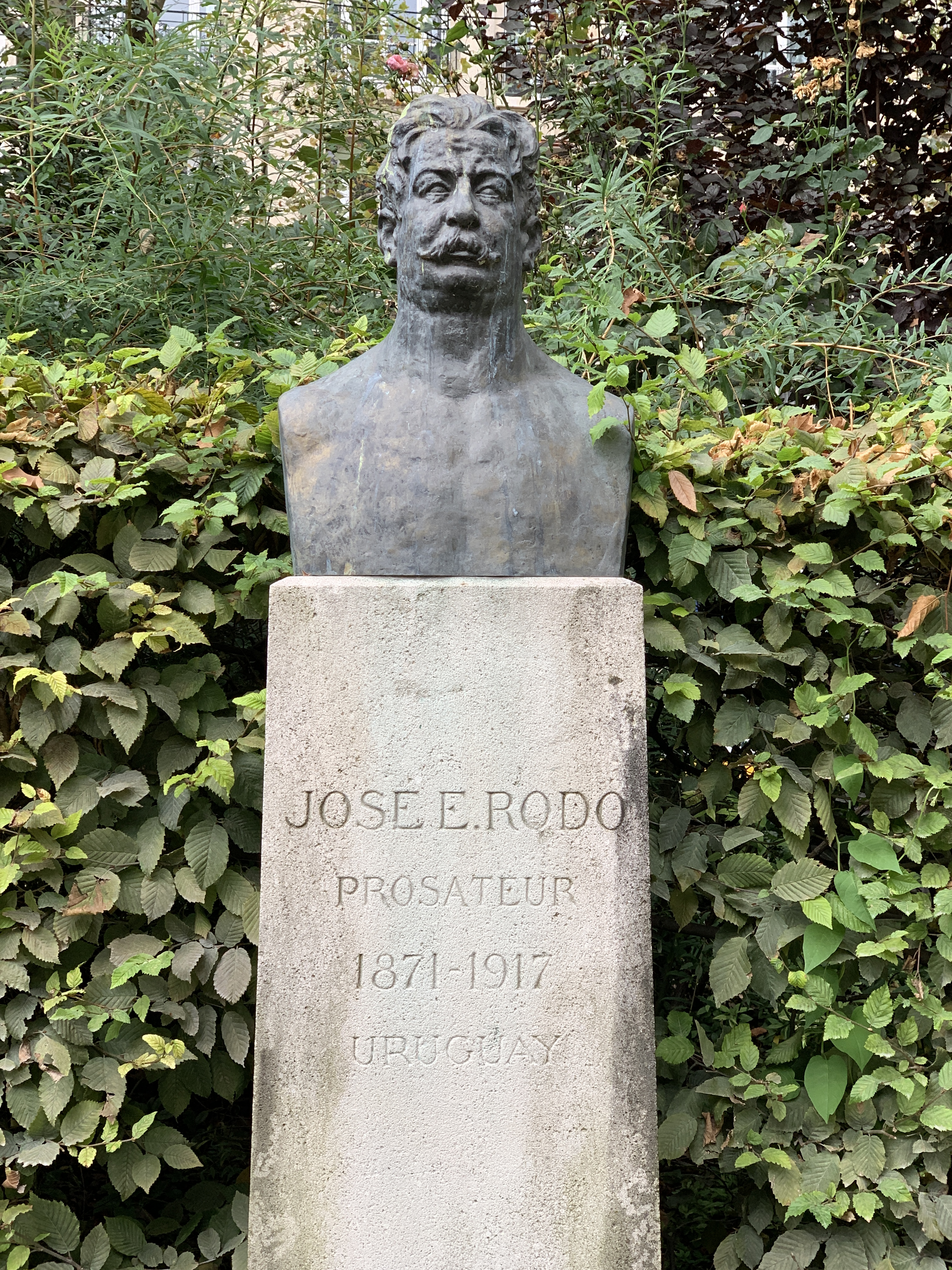
Busto a Rodó en París

La obra de Rodó se enmarca dentro de lo que se conoció como modernismo literario, encabezado por Rubén Darío. Este género, relacionado frecuentemente con la poesía, fue desarrollado por Rodó en la prosa, pocos años después de la publicación de los primeros poemarios de Darío. Este movimiento que inició en 1890  y duraría hasta la segunda década del siguiente siglo, se desarrolló en un contexto en el que se debatía entre teología y ciencia, Iglesia y mundo. El término "modernismo" por lo tanto, era considerado inicialmente un pensamiento "heterodoxo". Es decir, una postura que refutaba algunos de los puntos de vista sostenidos por la Iglesia católica tradicional de la época, lo que llevó a Pío X y León XIII a condenar las propuestas modernistas. En específico las posturas defendidas giraban alrededor de temas como la jerarquía, la relación entre la Iglesia y el Estado, la dogmática y la participación de los católicos en la vida pública. Además de la renovación de la vida intelectual, cultural y política se vinculó a una preocupación por el destino nacional, conscientes de que los supuestos en los que se basaban ambos proyectos representaban una auténtica renovación ética que implicaba un nuevo compromiso intelectual más honesto y digno. La identidad nacional se buscó en clave de profundización cultural. Es decir, como un esfuerzo por explorar las propias raíces para desarrollar una memoria histórica que no fuera meramente artificial. En este sentido, la modernidad no rechaza el método experimental, tan importante en el positivismo, siempre que tenga en cuenta la complejidad y la totalidad de la experiencia vital. El modernismo se convirtió en: la ruptura con cualquier forma reduccionista de vida o comprensión, ya que esta forma era primitiva; el deseo de recuperar la totalidad de la realidad junto con la conciencia de esta realidad y la experiencia subjetiva de la misma. En el estudios sobre Rodó por Juana Sánchez-Gey, define el modernismo filosófico como la convicción espiritualista que rechaza el positivismo como reducción de los datos a lo que sólo puede experimentarse con los sentidos. Esto explica la glorificación de la belleza en el modernismo filosófico no como un preciosismo estéril, sino que apunta a la unidad de estética y ética como búsqueda de una reflexión humana que conlleve una nueva conciencia, una educación cívica. En este sentido, Rodó aborda la identidad americana desde presupuestos éticos y espirituales. Esto le permite defender la democracia y al mismo tiempo oponerse a la tiranía del número. Hacer un ensayo de interpretación de la poesía de Darío y al mismo tiempo estudiar la obra romántica de Montalvo o la gesta libertadora de Bolívar.

## Influencia

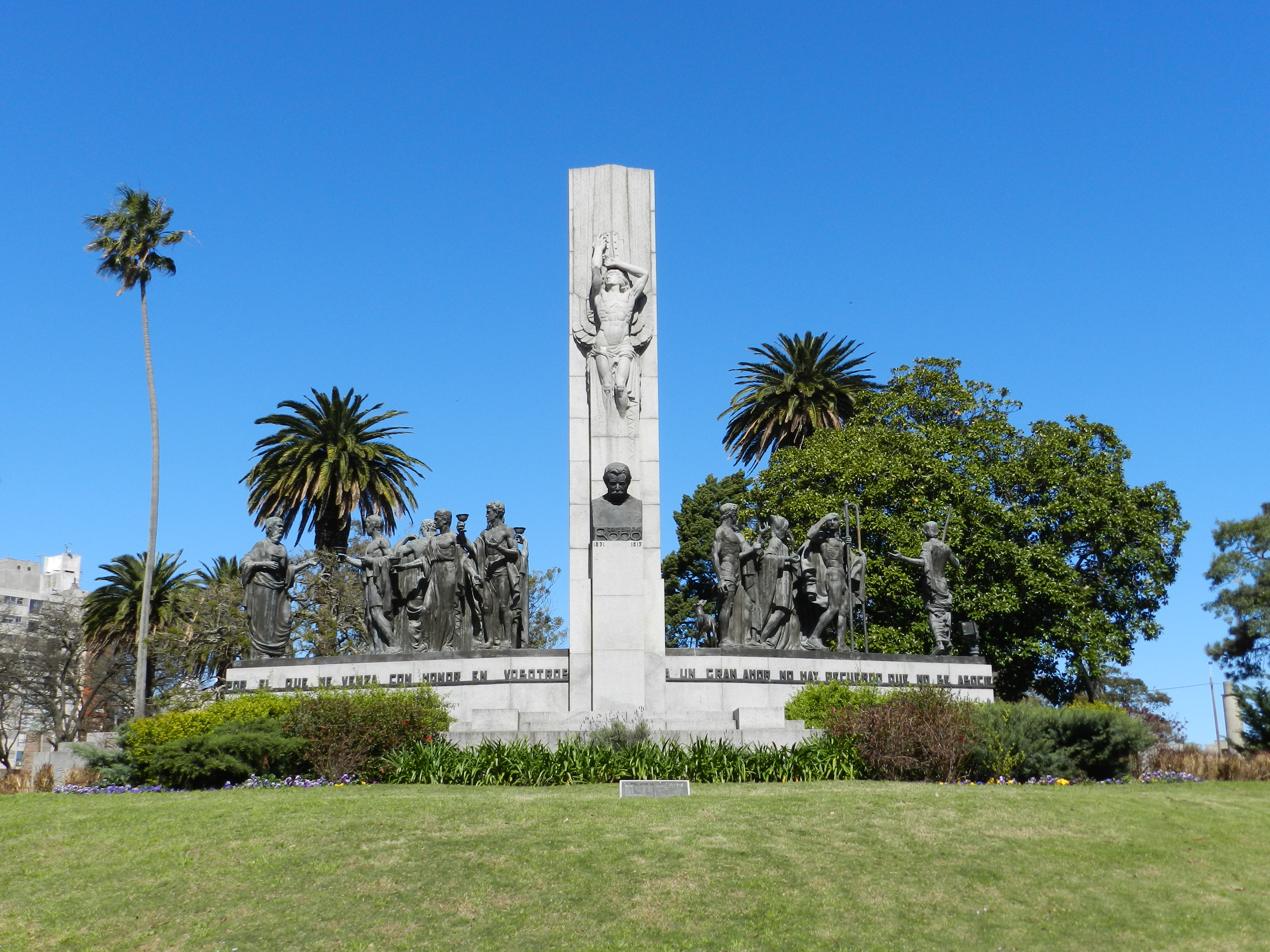
Monumento a Rodó en Montevideo

Los ensayos de Rodó, marcados por la defensa del americanismo y la crítica a la cultura norteamericana, tuvieron una extraordinaria difusión. Su tersa prosa y su agudo pensamiento han influido en varias generaciones de toda América. El movimiento latinoamericano de la Reforma Universitaria, iniciado en 1918, lo consideraba uno de los «maestros de la juventud». Por otro lado, la reivindicación de los valores humanistas clásicos que hizo rodó en Ariel fueron recogidos por Spengler en su famoso libro "La decadencia de occidente".

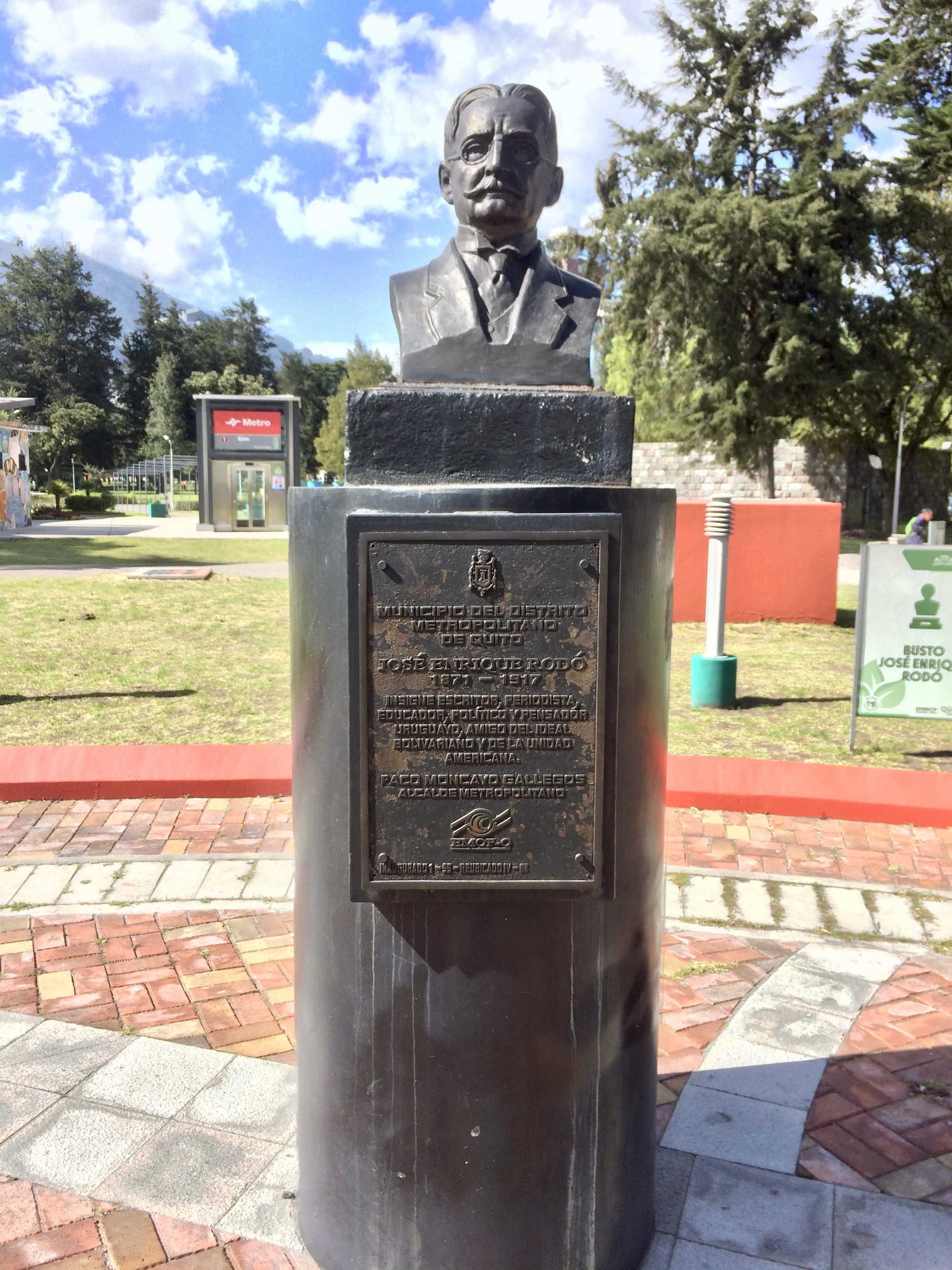
Busto de Rodó en el Parque El Ejido, Quito.

Por otro lado, la preocupación del correcto funcionamiento de la democracia de Rodó fue desarrollado décadas más tarde por el filósofo español Ortega y Gasset en su ensayo La rebelión de las masas, haciendo eco de la idea rodoniana de que para el correcto funcionamiento del sistema democrático era necesario garantizar al mismo tiempo igualdad de oportunidades y meritocracia. El grupo que debía gobernar, debían ser los mejores, pero no elegidos de manera aristocrática a través de la nobleza sino por medios democráticos.
Sus escritos acerca de la democracia influenciaron en el grupo cultural chileno llamado "Los Diez" conformado por arquitectos, escritores, escultores, músicos y pintores, y que tuvieron influencia en el periodo de 1914 hasta 1924.

## Obras

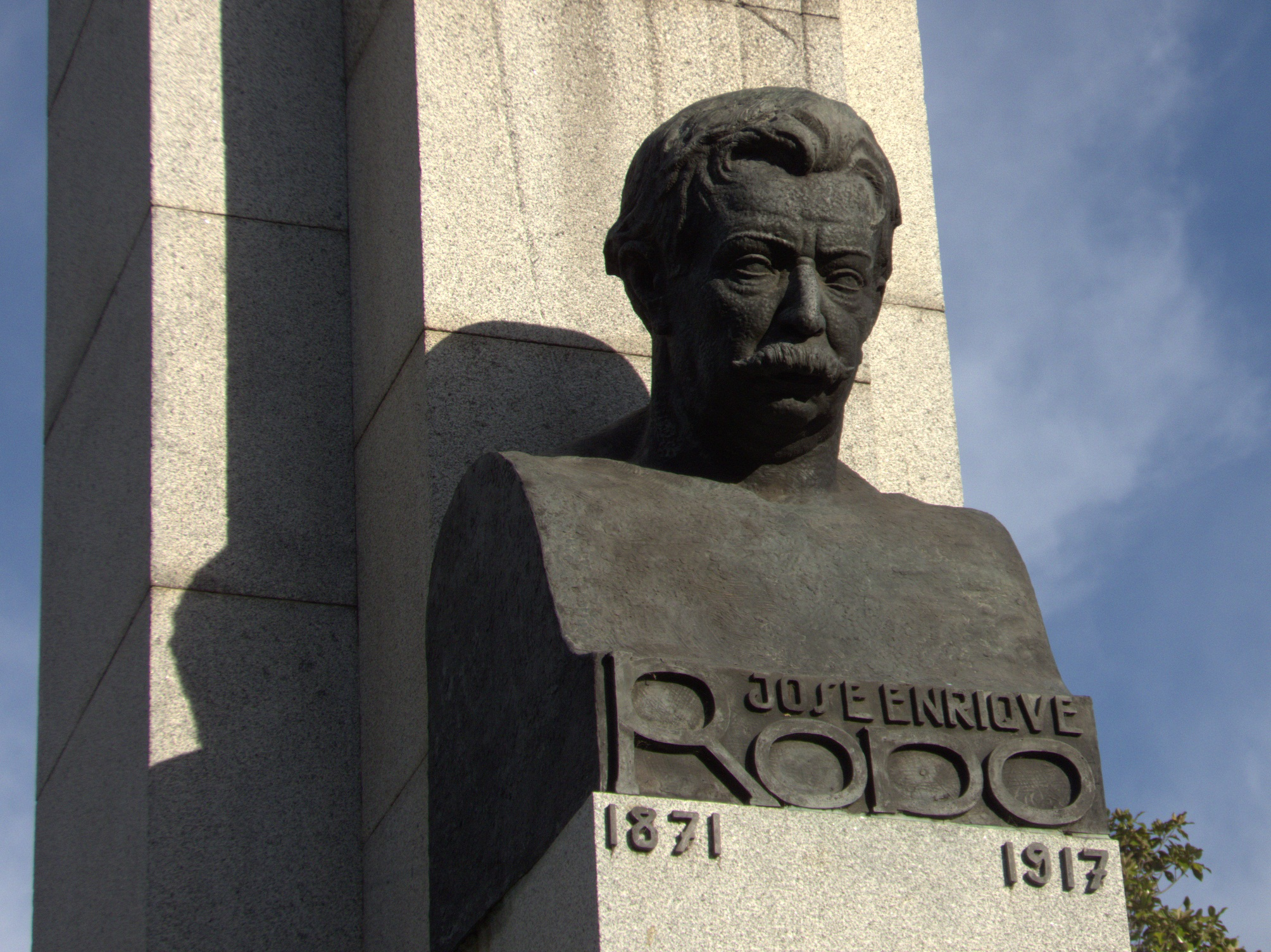
Busto de Rodó en el parque homónimo

### Listado de obras
- La novela nueva (1897), 78 p.
- El que vendrá (1897). 336 p.
- Rubén Darío. (1899). 80 p.
- Ariel (1900). 156 p.
- Liberalismo y Jacobinismo (Montevideo, 1906). 92 p.
- Motivos de Proteo (Montevideo, 1909). 373 p.
- El mirador de Próspero (Montevideo, 1913). - obra antológica de 45 ensayos. 519 p.[11]
- Cinco ensayos: Montalvo - Ariel - Bolívar - Rubén Darío - Liberalismo y Jacobinismo (Madrid: Editorial América, 1915), 324 p.[12]
- El camino de Paros (1918). 184 p.
- Hombres de América: (Montalvo-Bolívar-Rubén Darío) (1920), 295 p.
- Nuevos motivos de Proteo (1927), 84 p.
- Últimos motivos de Proteo (1932), 338 p.

### Ediciones de sus obras
- Obras completas, (Editorial Aguilar, 1967), 1558 p.
- Discursos parlamentarios (Barcelona: Editorial Cervantes, 1920)[13]
- José Enrique Rodó: Epistolario (1921).

### Traducciones
- José Enrique Rodó, Ariel : appel à la jeunesse latino-américaine, et autres textes, sélection, traduction, notes et préface de Brigitte Natanson et Emmanuelle Rimbot, Saint-Etienne: Publications de l'Université de Saint-Etienne, 2014, 216 p. Collection Long courriers. ISBN 978-2-86272-650-2